# Черниш Анатолій Григорович
Черниш Анатолій Григорович (нар. 1936) — український письменник, поет, член Національної спілки письменників України.

## Біографія
Народився 1936 року у с. Камінь Івано-Франківської області. Його дитячі та юнацькі роки минули на Хмельниччині, а з 1964 року він постійно проживає у м. Кіровограді. Закінчив Дніпропетровський автомобільний технікум, працював на підприємствах транспорту м. Кіровограда. Анатолій Черниш пише книги переважно для дітей дошкільного та молодшого шкільного віку. Анатолій Черниш з 2004 року став членом Національної спілки письменників України. Анатолій Черниш добре знаний як гуморист, сатирик та дослідник фольклору.

## Творчість
На першому місці у його доробку багато віршів, казок, приказок, загадок, скоромовок для дітей, які виходили в друк у різних поетичних збірках автора, а саме: «Сонячний зайчик», «Рідних звуків голоси», «Зачекалися весни», «Як умивається кіт», «Казка про зиму та її дітей» тощо. У 2011 році Київське видавництво «Слово» випустило навчальний посібник для філологічних та педагогічних факультетів «Дитяча література». Він упорядкований доцентом Київського університету імені Б. Грінченка Н.Богданець — Білоскаленко.
До цієї хрестоматії ввійшли твори таких уславлених авторів другої половини XX — початку XXI століття, як М.Стельмах, Д.Павличко, В.Симоненко, Л.Костенко.
Творчі зустрічі з письменником проходять в дитячих садах, школах і бібліотеках Кіровоградської області.
Також Анатолій Черниш автор таких поетичних книг: «В лісі свято» (2005), «Про сонечко і журавля, калину і букву Я» (2010); гумористичної «Частівки — про життя оповідки» (2009). Анатолій Черній підготував і упорядкував «Приказки та прислів'я із „Словаря української мови“ Бориса Грінченка» (2009). Твори увійшли до навчального посібника «Дитяча література. Твори українських письменників другої половини ХХ — початку ХХІ століть» (2011). Вірші для дітей, гуморески, казки публікував у журналі «Березіль» (Харків), газетах «За вільну Україну» (Львів), «Народне слово» (Кіровоград), «Веселі вісті» (Київ), «Свобода» (Тернопіль), «Подільські вісті» (Хмельницький) та ін.

## Твори
- В лісі свято: казка / А. Г. Черниш; мал. О. Мусієнко. — Кіровоград: КОД, 2005-20с.: ілюстр.
- Зачекалися весни: вірші для дітей / А. Г. Черниш. — Кіровоград: Я САМ, 2007-64с.: іл.
- Зачекалися весни: вірші та пісні для дітей / А. Г. Черниш. — Кіровоград: КОД, 2002. — 60с.
- Казка про зиму та її дітей / А. Г. Черниш; мал. О. Більченко.- Кіровоград: КОД, 2003.-16с.
- Про сонечко і журавля, калину і букву Я: вірші, загадки, лічилки, алфавіт, казки / А. Г. Черниш; мал. А. Надєждіна.
- Рідних звуків голоси: вірші для дітей / А. Г. Черниш. — Кіровоград: Я САМ, 2007.- 68с.: іл.
- Рідних звуків голоси: вірші та пісні для дітей / А. Г. Черниш. — Кіровоград: Степ, 2000. — 63с.
- Сонечко, сонечко…/ А. Черниш // Кіровоградська правда. — 1988. — 27 листопада.
- Сонячний зайчик: вірші /А. Г. Черниш. — Кіровоград: Кіровоградське державне видавництво, 2000. — 12с.: іл.
- Частівки / А. Черниш // Кіровоградська правда. — 2005. — 8 жовтня.
- Частівки — про життя оповідки: вірші / А. Г. Черниш. — Кіровоград: Я САМ, 2007.-32с.
- Як умивався кіт: вірші / А. Г. Черниш; худож. О. Зибайлов. — Кіровоград: Кіровоградське державне видавництво, 2002. —